# Farcașa
Farcașa is een Roemeense gemeente in het district Neamț.
Farcașa telt 3251 inwoners.